# Шаров, Александр Григорьевич
Александр Григорьевич Шаров (1 февраля 1922, Лукино, Наро-Фоминский городской округ — 10 июня 1973, Москва) — советский учёный-энтомолог и палеонтолог, специализирующийся на палеоэнтомологии. Систематик и морфолог насекомых, доктор биологических наук, профессор.

## Биография
Родился 1 февраля 1922 года в с. Лукино в Московской области в семье рабочего.
В 1939 году поступил на Биологический факультет МГУ, в 1940 году участвовал в экспедиции на Дальний Восток. В 1943—1945 года работал на оборонном заводе. По окончании Великой Отечественной войны вернулся к учёбе в университет и окончил его в 1947 году.
В последние годы учёбы в университете под влиянием своих учителей — профессоров Э. Г. Беккера, А. А. Захваткина, Е. С. Смирнова — у Шарова появился интерес к проблемам морфологии и филогенетического развития насекомых.
В 1947 году Шаров поступил в аспирантуру Института морфологии животных АН СССР, где под руководством Д. М. Федотова начал изучать эмбриональное и постэмбриональное развитие чешуйницы. В этой работе им использовались также и палеонтологические данные. В 1951 году защитил кандидатскую диссертацию, которая была посвящена специфике онтогенеза щетинохвосток в сравнении с другими отрядами первичнобескрылых насекомых, с одной стороны, и высшими насекомыми — с другой.
Работая в Институте морфологии животных АН СССР, принимал участие в ряде экспедиций. Во время них путём наблюдения ему удалось установить существование у гусениц бабочек ильмового ногохвоста (Uropus ulmi) одиночной и стадной фаз, подобных тем, которые известны у саранчовых.
В 1955 году перешёл в Палеонтологический институт, на работу в лабораторию проф. Б. Б. Родендорфа, где и работал до конца своей жизни.
В 1966 году защитил докторскую диссертацию. Во время подготовки и проведения XIII Международного энтомологического конгресса в Москве выполнял обязанности заместителя Генерального секретаря конгресса. Несколько лет работал учёным секретарем Национального комитета советских биологов.
Скоропостижно скончался 10 июня 1973 года в Москве.

## Научная работа
Участвовал в ряде энтомологических экспедиций в Приморье, на юг Европейской части СССР, на Кавказе. Вёл палеонтологические исследования палеозойских отложений Кузбасса, Урала, реки Чуны в бассейне Енисея, Архангельской области; мезозойских — в ряде районов Средней Азии; палеогенового янтаря в Прибалтике.
Описал множество новых таксонов ископаемых насекомых, включая два новых отряда — палеозойские Monura и Titanoptera.
Он также обнаружил и описал несколько интересных ископаемых рептилий из триасовых отложений Средней Азии — сордес, лонгисквама, шаровиптерикс.

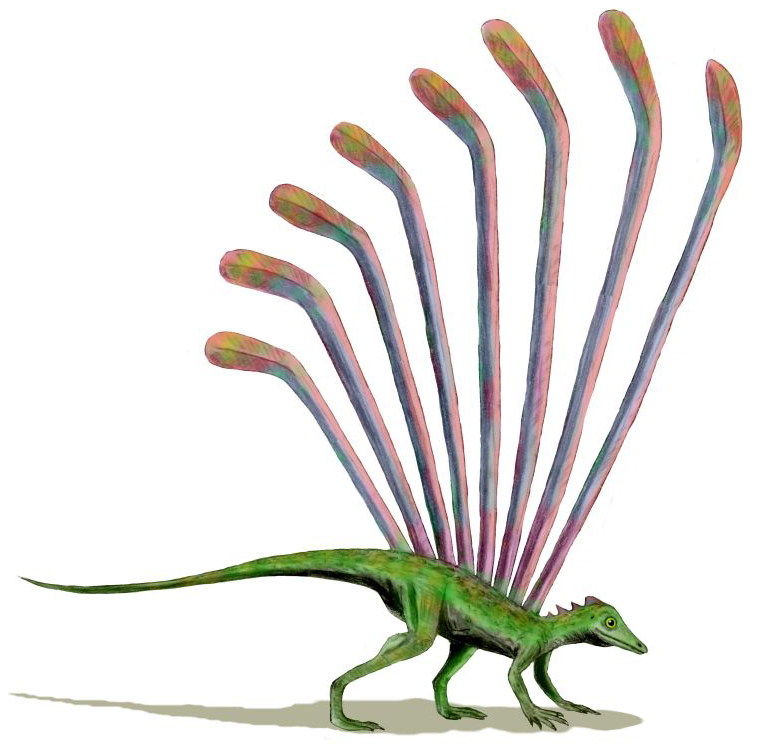
Лонгисквама
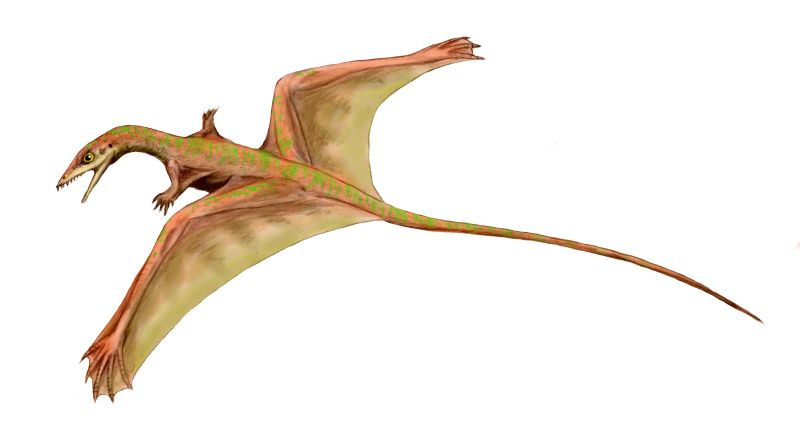
Шаровиптерикс
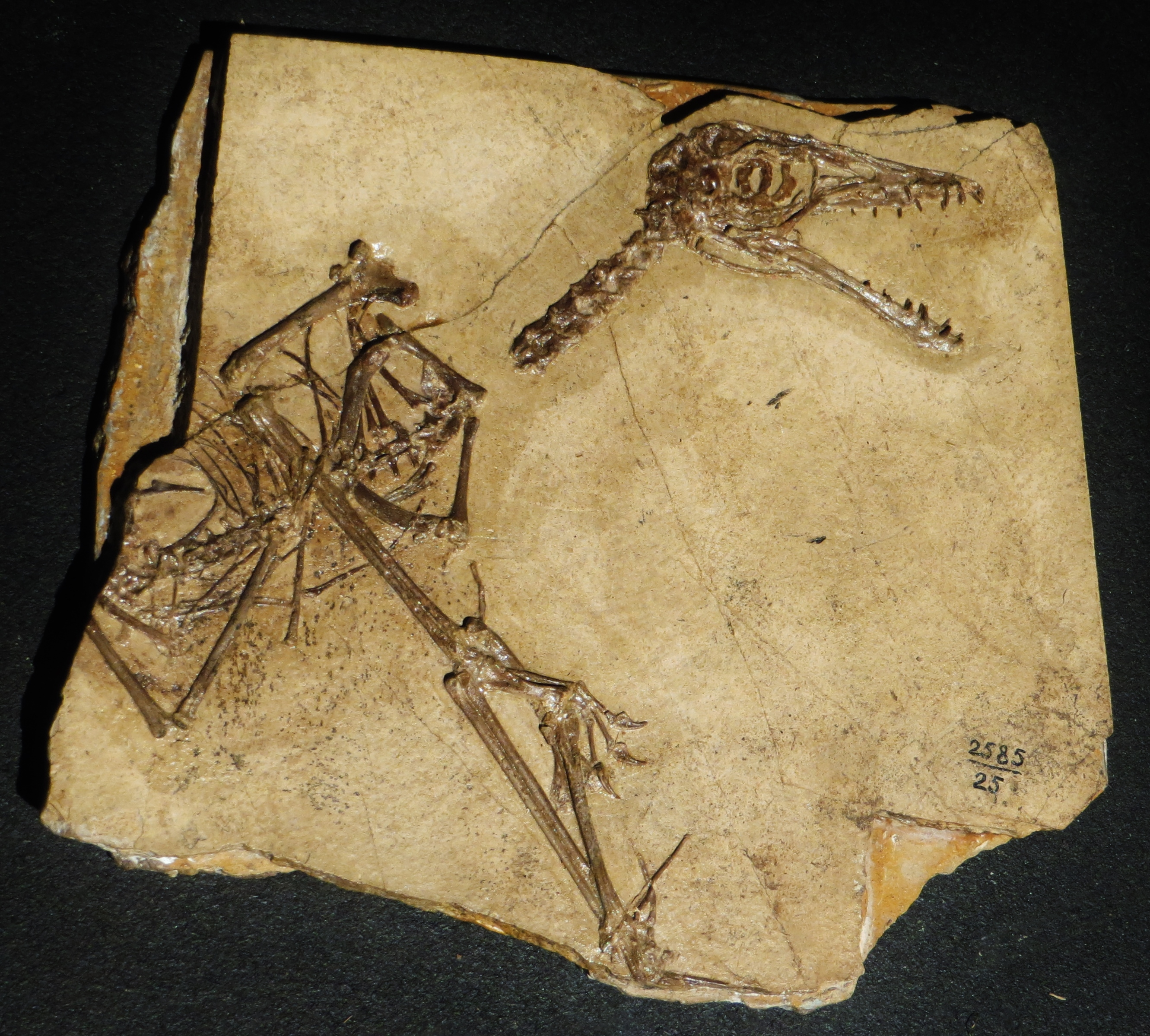
Окаменелость сордеса
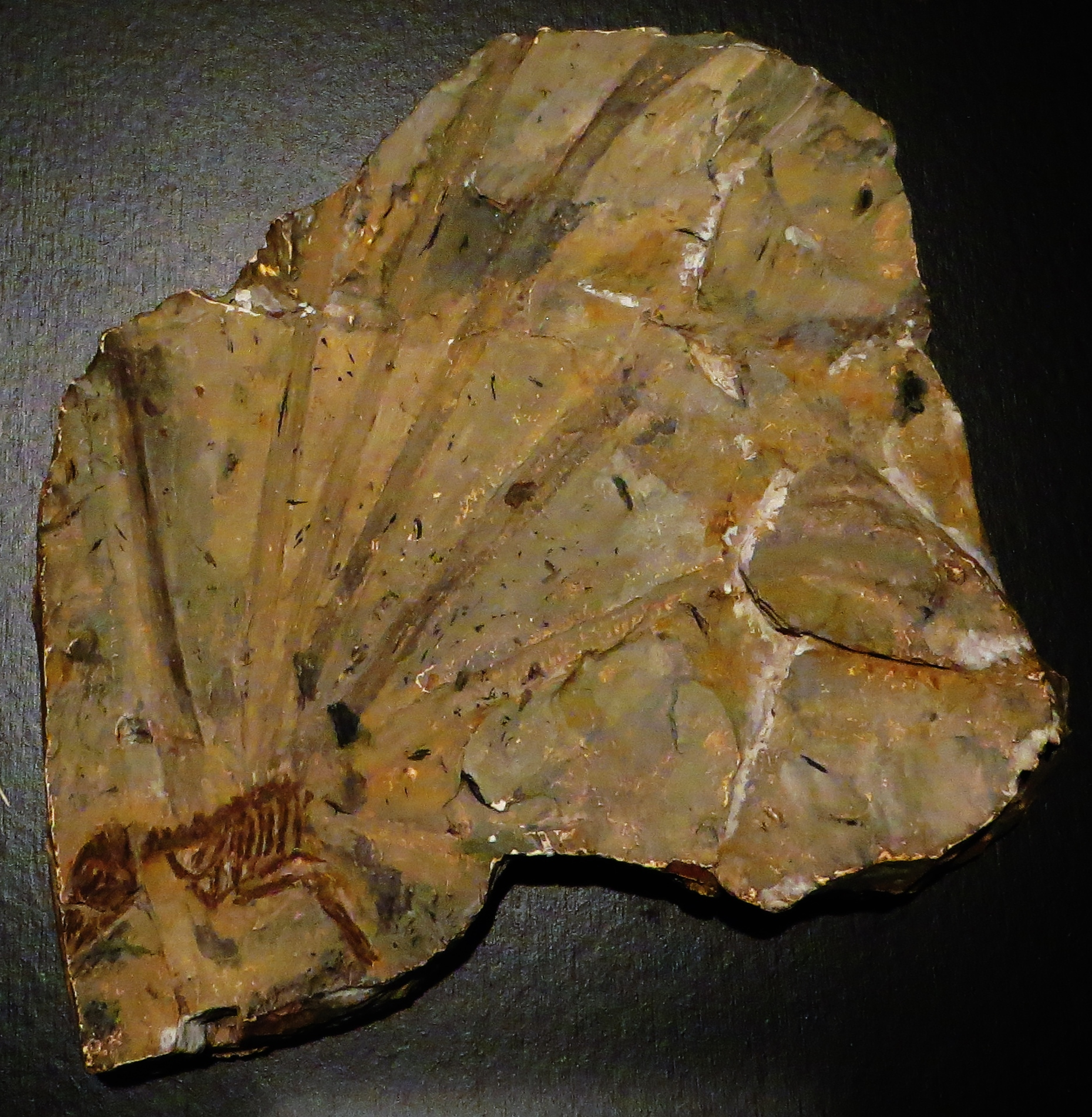
Окаменелость лонгисквамы

Кроме палеонтологии занимался вопросами систематики, морфологии и эмбриологии современных насекомых.

## Членство в организациях
- Ученый секретарь Национального комитета советских биологов[3].